# Cattleya lobata
La Cattleya lobata es una especie de orquídea litofita  que pertenece al género de las Cattleya.  

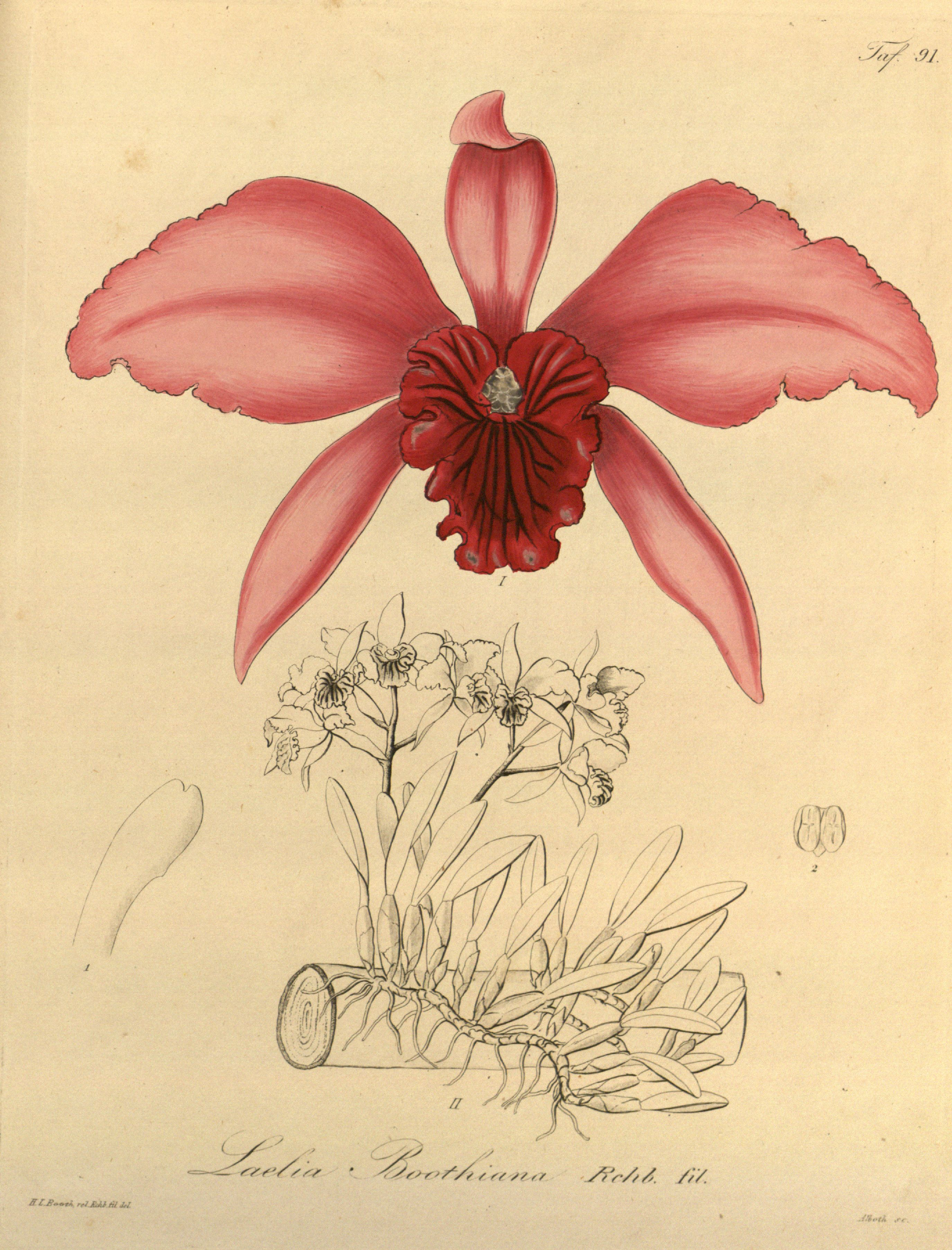
Ilustración

## Descripción
Es una orquídea de tamaño medio, con hábitos de litofita y pseudobulbos cónicos o fusiformes  que llevan una sola hoja, lanceolada, coriácea. Florece en la primavera en una inflorescencia de 40 cm de largo, inflorescencia racemosa derivada de una espata basal comprimida con 2 a 5 flores con un olor agradable.

## Distribución
Es originaria de Brasil con una hoja solitaria, que se encuentra en las rocas a lo alto y expuestos a pleno sol, el viento y la bruma del océano en la costa cerca de Río al sur de Sao Paulo.   

## Taxonomía
Cattleya lobata fue descrita por John Lindley  y publicado en The Gardeners' Chronicle & Agricultural Gazette 403. 1848.
Etimología
Cattleya: nombre genérico otorgado en honor de William Cattley orquideólogo aficionado inglés,
lobata: epíteto latíno que significa "lobada".
Sinonimia
- Bletia boothiana (Rchb.f.) Rchb.f.
- Bletia lobata (Lindl.) Rchb.f.
- Brasilaelia lobata (Lindl.) Gutfreund
- Chironiella lobata (Lindl.) Braem
- Hadrolaelia lobata (Lindl.) Chiron & V.P.Castro
- Laelia boothiana Rchb.f.
- Laelia lobata (Lindl.) A.H.Kent
- Laelia lobata var. alba Occhioni
- Laelia rivieri Carrière
- Sophronitis lobata (Lindl.) Van den Berg & M.W.Chase	[5][6]

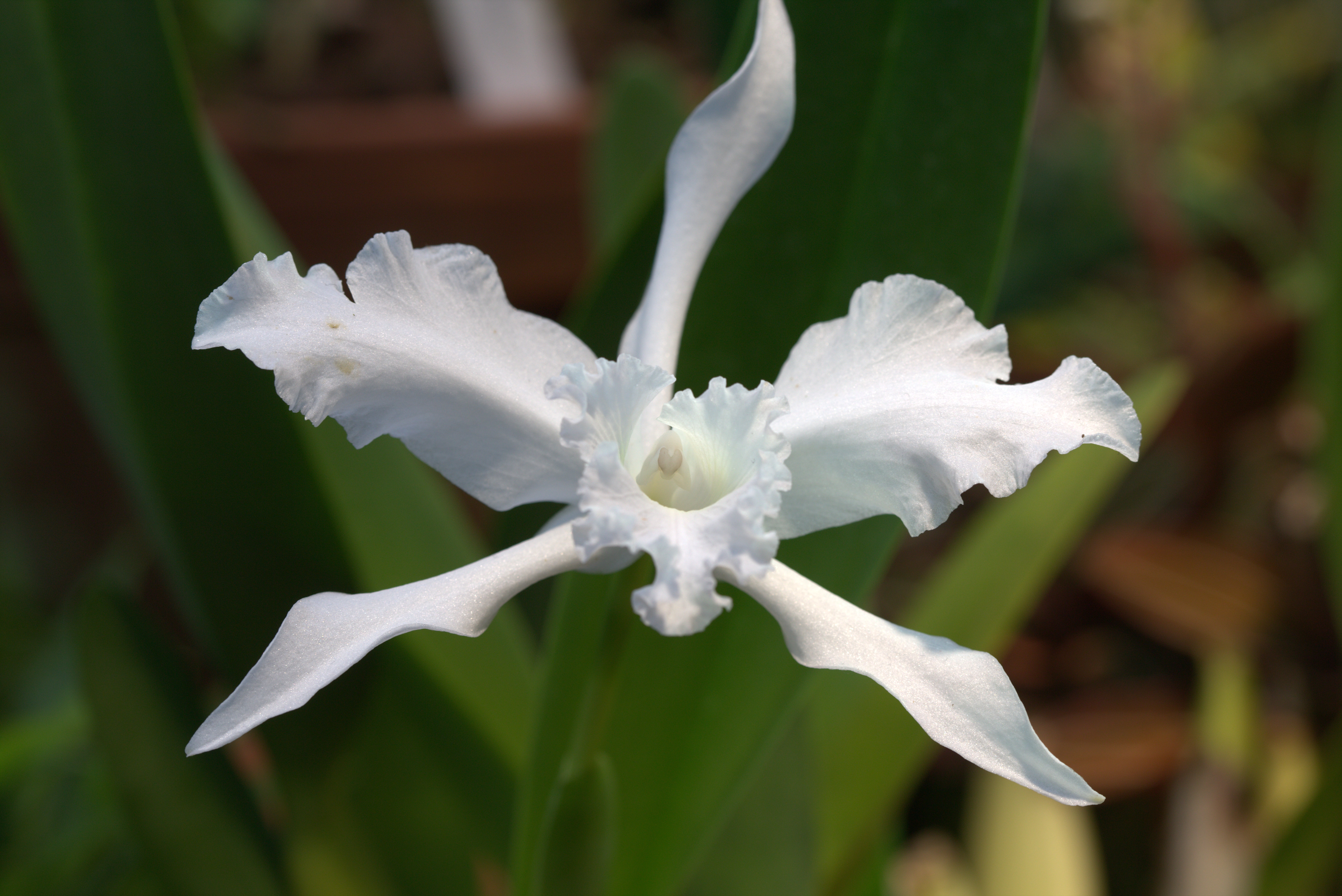
'Alba'